# Batalla del Puente de Calderón
La batalla del Puente de Calderón (17 de enero de 1811) fue una victoria militar de los realistas sobre las fuerzas insurgentes mexicanas durante la guerra de Independencia de México, librada por la posesión del puente de Calderón, en el municipio de Zapotlanejo, a unos 30 kilómetros al este de Guadalajara, Jalisco, México.
Combatieron en ella cerca de 100 000 insurgentes, el ejército más grande reunido sobre suelo mexicano (sin contar la época prehispánica), comandados por Miguel Hidalgo y Costilla, Ignacio Allende, Juan Aldama y Mariano Abasolo, contra solo 7,500 soldados realistas al mando del teniente general Félix María Calleja, Manuel de Flon, Conde de la Cadena y exintendente de Puebla —llamado «El Chacal de los Ojos Verdes»— y del brigadier José de la Cruz. Como auxiliar de Calleja peleaba el coronel Manuel Emparán.
La victoria de las tropas realistas en la batalla del Puente de Calderón puso fin a la insurgencia del cura Hidalgo —que poco después sería capturado y fusilado—, constituyendo el último episodio bélico de la primera etapa de la Independencia de México.

## Antecedentes
El grito de Dolores del 16 de septiembre de 1810 por el párroco de Dolores, Miguel Hidalgo, Allende y otros líderes insurgentes, provocó el inicio de la primera etapa de la Guerra de Independencia. En un principio, no hubo resistencia militar, por lo que Hidalgo fue proclamado en Celaya Capitán General de América.

## Toma de la Alhóndiga de Granaditas en Guanajuato
El 28 de septiembre, tuvo lugar en Guanajuato la Toma de la Alhóndiga de Granaditas, en la que los realistas y todos los españoles y algunos criollos acaudalados se refugiaron en el edificio. Durante la acción militar, pereció el intendente Juan Antonio Riaño, y acto seguido, un minero llamado Juan José de los Reyes Martínez llamado El Pípila, utilizando una tea con brea encendida, incendió la puerta de la Alhóndiga, permitiendo así que la tropa entrara y ocupara el edificio, lo saqueara y ejecutara a muchos españoles. Posteriormente se desató un saqueo y pillaje en la población de Guanajuato, nunca antes visto en el virreinato de la Nueva España.

## Captura de Morelia
Los insurgentes marcharon a Valladolid, que se entregó sin resistencia el 17 de octubre. Prosiguieron su camino hacia la Ciudad de México y acamparon en Toluca el 29 de octubre. 

## Batalla del Monte de las Cruces
Al día siguiente, las tropas realistas, al mando de Torcuato Trujillo, esperaban a los insurgentes en el Monte de las Cruces. Los insurgentes derrotaron a los realistas en la batalla del Monte de las Cruces. El 1 de noviembre, Hidalgo comisionó a José Mariano Jiménez que se entrevistara con el virrey Francisco Javier Venegas de Saavedra, en busca de lograr un acuerdo para que la capital se rindiera. Venegas se negó y estuvo a punto de fusilar a los emisarios.
Mientras tanto, el comandante militar de San Luis Potosí, Félix María Calleja, organizaba un ejército para combatir a los insurrectos. Tras salir de San Luis Potosí, entró a Dolores y saqueó la casa del cura Hidalgo. Poco después entró en Querétaro. Las presiones de los líderes insurgentes sobre Hidalgo, en el sentido de avanzar cuanto antes hacia la capital, no surtieron efecto. Hidalgo decidió replegarse al Bajío, a pesar de contar con cerca de 80 000 hombres.

## Batalla en Aculco y derrota insurgente
El 7 de noviembre, Calleja se encontró con los insurgentes en Aculco. El ejército realista comenzó de inmediato la acción militar, en la que los insurgentes huyeron debido a que se enfrentaban por primera vez con un ejército sumamente ordenado y organizado. Hidalgo y Allende se separaron desde entonces. Hidalgo marchó con una parte del ejército a Valladolid, donde se cometieron matanzas de españoles durante esa época. El 26 de noviembre, Hidalgo entró en Guadalajara, que había sido ocupada el 11 de noviembre por José Antonio Torres "el amo", donde se repitieron las mismas matanzas que en Valladolid, hecho que se le imputaría a Hidalgo en su juicio meses más tarde.
Allende llegó a Guanajuato, donde las fuerzas de Calleja tenían puesto su objetivo. El mismo día que Hidalgo llegó a Guadalajara, Calleja y Allende se enfrentaban en Guanajuato. Allende y sus hombres (entre los que estaban Aldama y Jiménez) perdieron la batalla. Allende ordenó a Abasolo el degüello de los presos en la Alhóndiga. Tras la derrota, los insurgentes se volvieron a reunir en Guadalajara, donde Hidalgo fue proclamado Alteza Serenísima.

## La batalla del Puente de Calderón
Tras una entrevista con Venegas, Calleja resolvió avanzar sobre Guadalajara y cortar de tajo la insurrección. Con ayuda del intendente poblano Flon y de los militares De la Cruz y Emparán, con quienes planeó la campaña a Guanajuato, se decidió a marchar a Guadalajara.
Poco antes los insurgentes recibieron la noticia de que el coronel Mier había sido derrotado por los realistas, y de que el cura de Ahualulco José María Mercado había tomado el puerto de San Blas, en el actual estado de Nayarit.
Aldama y Allende organizaron en Guadalajara al ejército disponible, que tenía 3400 hombres entrenados y 1200 fusiles útiles. Se calcula que el resto eran unos 100 000 hombres sin orden ni preparación, de los cuales 20 000 eran jinetes, todos mal armados. Aldama y Allende confiaban en el apoyo que podrían obtener de su artillería, formada por 95 cañones. Para suplir la falta de armamento, en Guadalajara construyeron cohetes con puntas metálicas y granadas de mano para ser lanzadas con hondas.
Antes de la batalla, los jefes insurgentes discutieron sobre la estrategia. Hidalgo había decidido no presentar batalla dentro de la ciudad. Aceptando el parecer del cura, los insurgentes salieron de la ciudad entre el 14 y el 16 de enero hasta el campo raso cercano al puente, donde acamparon la noche del 16 y entonaron cantos religiosos. Según algunos autores, Hidalgo esperaba que, al ver el número tan grande de insurgentes, Calleja desertara y se pasara al bando insurgente.
La mañana del 17, Hidalgo afirmó: «Hoy desayunaré en Puente de Calderón, comeré en Querétaro y cenaré en México». Después ordenó a Allende organizar al ejército de la siguiente manera: la artillería quedó bajo la dirección del general José Antonio Torres, la caballería fue puesta al mando de Juan Aldama y las reservas las dirigió el propio Miguel Hidalgo; el general en jefe de la batalla fue Ignacio Allende.
Ese día fueron destrozadas en Puente de Calderón, cerca de Guadalajara, las tropas insurgentes, cuyo número varía -según las fuentes- entre ochenta mil y cien mil hombres, mientras que en el bando realista, comandado por Félix María Calleja, ascendían a seis mil.
Al principio de la batalla los independentistas iban triunfando. A pesar de las diferencias de armamento, los rebeldes mexicanos estuvieron a punto de derrotar a las fuerzas virreinales. Sin embargo, los insurgentes se confundieron y desesperaron por la explosión de una granada española en las municiones mexicanas. Aquella explosión destruyó gran parte de la artillería mexicana, lo que en primera instancia redujo las pocas municiones insurgentes, causó pánico entre los hombres y creó un incendio que les impidió toda buena visibilidad sobre el enemigo, provocando una ola de desesperación y terror entre los insurgentes, que se dieron a la fuga. Los realistas españoles sacaron provecho de eso, se dedicaron a perseguir al enemigo que huía abandonando hombres y pertrechos. La batalla terminó a las seis horas de haber comenzado. El desastre fue total y el inmenso ejército insurgente fue aniquilado. La principal consecuencia fue la deserción: miles de hombres abandonaron el campo de batalla y fue imposible volver a reunirlos. Nunca más Hidalgo o Allende lograrían reunir un ejército que amenazara la estabilidad del virreinato, y dos meses después cayeron prisioneros en su huida al norte.
En la derrota del Puente de Calderón, la discordia entre los mandos rebeldes ya se había hecho presente y tal vez fue una de sus principales causas. Con esa batalla terminó la enorme oleada insurreccional que había comenzado cuatro meses antes en el pueblo de Dolores. A partir de entonces la insurgencia perdió la fuerza inicial y luego el ejército de José María Morelos sería derrotado en 1815.
En el campo de batalla cayó Manuel de Flon, Conde de la Cadena, quien fue intendente de Puebla, después de terminada la batalla por una flecha lanzada por el indígena Juan Terríquez, escondido detrás de un arbusto.
Con ello, el movimiento de Hidalgo fue debilitado y, posteriormente, traicionado por Ignacio Elizondo para ser capturado, juzgado y fusilado en Chihuahua en 1811.

## Consecuencias
Aquí el 17 de enero de 1811 la suerte fue adversa al Padre de la Patria, Don Miguel Hidalgo y Costilla y al Generalísimo Ignacio Allende
Inscripción en una de las barandillas del puente

- Esta batalla marcó el final de la primera etapa de la guerra, caracterizada porque el lado insurgente luchaba con más pasión que estrategia. Las fuerzas insurgentes fueron devastadas y los eventos posteriores precipitarían la captura y condena de Hidalgo.
- Los insurgentes huyeron hacia el norte, y en la hacienda del Pabellón, Aguascalientes, Hidalgo fue despojado del mando militar en favor de Allende; en el resto del camino es tratado como prisionero.[13]
- En marzo recibieron la invitación del cacique neoleonés Francisco Ignacio Elizondo Villarreal, oriundo del denominado Valle de las Salinas del Nuevo Reino de Léon, hoy poblado de Salinas Victoria, Nuevo León para reunirse con ellos en las Norias de Baján, Coahuila, para comprar armamento en los Estados Unidos de América. El 21 de marzo los insurgentes llegaron a Acatita de Baján. Primero llegó una carroza con Allende, Aldama, Jiménez e Indalecio, hijo de Allende. Elizondo les recibe, y acto seguido, les captura. Tiempo después llegó el contingente de Abasolo, que es detenido por realistas. Al final llegó Hidalgo a caballo. Elizondo se encargó personalmente de recibirle, y poco después es aprehendido.
- Los prisioneros son llevados a Chihuahua, donde se les realizaron juicios sumarios. Allende, Aldama y Jiménez fueron fusilados el 26 de junio, Hidalgo el 30 de julio y decapitados. Sus cabezas fueron colocadas en las cuatro esquinas de la Alhóndiga de Granaditas, donde permanecieron por 10 años. A Abasolo se le perdonó la vida, pero fue condenado a prisión perpetua por las influencias políticas que tenía su esposa con el virreinato, siendo enviado a la prisión de Cádiz (España) al Castillo de Santa Catalina, donde murió el 14 de abril de 1816 de tuberculosis pulmonar.

El puente de Calderón fue declarado monumento histórico en 1932.